# Max Besora i Mascarella
Max Besora (Barcelona, 21 de gener de 1980) és un escriptor català. Va començar recitant poesia en espais culturals de Barcelona. Ha publicat el llibre de poemes L'espectre electromagnètic (Pagès Editors, Premi Benet Ribes 2008) i les novel·les Vulcano (LaBreu Edicions, 2011), La tècnica meravellosa: una novel·la de campus (Males Herbes, 2014) i Aventures i desventures de l'insòlit i admirable Joan Orpí, conquistador i fundador de la Nova Catalunya (Editorial Males Herbes, 2017), pel qual va rebre el Premi Ciutat de Barcelona 2017 i editat als Estats Units per Open Letter Books, amb traducció de Mara Faye Lethem. També ha participat en diverses antologies de relats i de poesia, i ha publicat amb l'escriptor Borja Bagunyà Trapologia (Ara Llibres, 2018), un llibre de no-ficció sobre el món de la música trap. El 2020 publica La Musa Fingida, editada en català (Males Herbes, 2020) i en espanyol (Orciny Press, 2020) al mateix temps i en dues versions lleugerament diferents. El 2021 s'ha reeditat la seva primera novel·la, Vulcano, en l'edició definitiva i il·lustrada per Nino Cabero (català per Labreu edicions i en espanyol per Hurtado y Ortega editores). El 2022 edita La veu del seu amo: autobiografia d'un gos traduïda de l'original en llenguatge caní (Males Herbes), una novel·la amb esperit animalista.

## Obra publicada
Poesia
- L'espectre electromagnètic, XLIV Premi Recull – Benet Ribas de poesia (Pagès Editors, 2009)[4]

Novel·les
- Vulcano (LaBreu Edicions, 2011)[5]
- La tècnica meravellosa (Editorial Males Herbes, 2014)[2]
- Aventures i desventures de l'insòlit i admirable Joan Orpí, conquistador i fundador de la Nova Catalunya (Editorial Males Herbes, 2017). Premi Ciutat de Barcelona 2017 Literatura en Llengua Catalana.[6][7]
- Trapologia (Ara llibres, 2018) amb Borja Bagunyà
- La musa fingida (Editorial Males Herbes en català i editorial Orciny Press en versió en espanyol, 2020)[8]
- Vulcano (edició definitiva, LaBreu edicions/ Hurtado y Ortega editores, 2021).
- La veu del seu amo (Males Herbes, 2022).

Antologies
- Els caus secrets: Antologia d'escriptors dels Països Catalans posteriors al 1972, edició a cura de Sebastià Bennasar (Editorial Moll, 2013)
- Punts de fuga: 26 relats sobre viatges en el temps (Editorial Males Herbes, 2015)
- 10 relats ecofuturistes (Cryptshow & Males Herbes, 2016)[9]
- Somia Philip Marlow amb xais elèctrics?: distopies criminals en temps de pandèmia (Alreves editors).